# Hypenodes
Hypenodes là một chi bướm đêm thuộc họ Erebidae. Trước kia chúng được xếp vào phân họ Strepsimaninae thuộc họ Erebidae.

## Các loài
- Nhóm humidalis
  - Hypenodes caducus Dyar, 1907
  - Hypenodes curvilinea Sugi, 1982
  - Hypenodes fractilinea J. B. Smith, 1908
  - Hypenodes franclemonti Ferguson, 1954
  - Hypenodes humidalis Doubleday, 1850
  - Hypenodes palustris Ferguson, 1954 (viết sai thành Hypenodes plaustris)
  - Hypenodes rectifascia Sugi, 1982
  - Hypenodes sombrus Ferguson, 1954
- Nhóm kalchbergi
  - Hypenodes kalchbergi Staudinger, 1876
- Nhóm orientalis
  - Hypenodes anatolica Schwingenschuss, 1938
  - Hypenodes crimeana Fibiger, Pekarsky & Ronkay, 2010
  - Hypenodes cypriaca Fibiger, Pekarsky & Ronkay, 2010
  - Hypenodes nesiota Rebel, 1916
  - Hypenodes orientalis Staudinger, 1901
  - Hypenodes pannonica Fibiger, Pekarsky & Ronkay, 2010
  - Hypenodes turcomanica Fibiger, Pekarsky & Ronkay, 2010
- Nhóm chưa xác định
  - Hypenodes dubia Schaus, 1913
  - Hypenodes haploa Fletcher, 1961
  - Hypenodes insciens Dognin, 1914
  - Hypenodes minimalis Snellen, 1890
  - Hypenodes modesta Schaus, 1913
  - Hypenodes obliqualis Snellen, 1890
  - Hypenodes prionodes Fletcher, 1961
  - Hypenodes pudicalis Snellen, 1890